# Миракилов, Миршахид
Миршахи́д Мираки́лов (узб. Mirshohid Miroqilov; род. 1899, Коканд — 21 октября 1959, Ташкент) — узбекский советский актёр, режиссёр, театральный деятель. Один из основателей узбекского советского театра. Народный артист Узбекской ССР (1937).

## Биография
Сценическую деятельность Миршахид начал в 1915 году как любитель-актёр в труппе «Турон» под руководством А. Авлони. В 1918—1925 годах активно участвовал в открытии узбекского театра в Коканде. В 1925 в Самарканде создана Центральная передвижная труппа, где он становился директором. После двух лет, также и актерской, работы, он с 1927 по 1959 год выступал в узбекской государственной драматической труппе (ныне Узбекский национальный академический драматический театр). Он являлся одним из учредителей Узбекского музыкально-драматического театра(ныне Государственный музыкальный театр имени Мукими) в Ташкенте, который был открыт в 1939 году.
Умер 21 октября 1959 года в городе Ташкент.

## Творчество
При формировании актерского искусства Миракилова важную роль играли драматургия Хамза, традиционный узбекский театр и азербайджанские комедии.Он был комиком и мастером "маленьких ролей", объединивший традиции народного юмора с новым стилем театра. В своих выступлениях Миршaхид уделял внимание на пантомиму и  мимику, а также обогащал образы, основываясь на жизненных фактах. Миракилов занимался обязанностями конферансье в концертах, а также принимал участие в эпизодических ролях художественных фильмов. Его небольшие роли в таких фильмах, как "Похождения Насреддина" и "Очарован тобой" , до сих пор не забыты поклонниками искусства.

### Актёрские работы
- «Туркестанский лекарь» М. Уйгура — Эшимкул (1920)
- «Наказание клеветников» Хамзы — Акбарали (1922)
- «Женитьба» H. Гоголя — Подколесин (1926)
- «Два коммуниста» К. Яшена — Домулла (1929)
- «Ревизор» H. Гоголя — Бобчинский  (1935)
- «Гамлет» Шекспира — Могильщик (1935)
- «Бай и батрак» Хамзы — Пятидесятник (1939)
- «Проделки Майсары» Хамзы — Мулладост (1939)
- «Сказка о рыбаке и рыбке» по Пушкину — Рыбак (1948)
- «Новбахор» Уйгуна — Завхоз (1949)
- «Больные зубы» Каххара — Ризамат (1954)

## Награды и премии
- народный артист Узбекской ССР (1937)
- орден «Знак Почёта» (18.03.1959)[3]
- медаль «За трудовую доблесть» (24.03.1945)[4]